# 独占!金曜日の告白
『独占!金曜日の告白』（どくせん!きんようびのこくはく）は、2007年10月19日から2008年3月7日までフジテレビ系列で毎週金曜日19:00 - 19:57（一部地域除く）にて放送されていたドキュメンタリー番組を兼ねたバラエティ番組である。前番組は『Dのゲキジョー 〜運命のジャッジ〜』。本項では当番組のレギュラー放送終了後に放送された単発特番の後継単発特番『芸能界の告白』（げいのうかいのこくはく）についても記す。

## 番組概要
前番組「Dのゲキジョー 〜運命のジャッジ〜」の企画である、ゲストの人生体験紹介を更に推し進めて、ゲストから「有名人の告白」を引き出し、知られざる有名人達の「真の人間性、暖かさ、脆さ」を視聴者に届ける事が番組の趣旨である。前番組では綾小路きみまろがしばしば取り上げられていたが、本番組はさまざまなゲストを呼んでいた。
視聴率はほぼ二桁台をキープしており、2007年12月14日の放送では15.8%を記録した。その後も14%前後保持し、時間帯トップになるなど安定した視聴率を獲得していたが、その後、2008年3月7日放送のスペシャルをもってレギュラー放送を終了、「検定ジャポン」(引き続きみのもんたが司会)に交代した。
なお、レギュラー枠で2回放送されていた『売れなきゃよかった…金曜日の告白SP!大ヒットに狂わされた壮絶人生』は、不定期の特別番組として放送されている（レギュラー放送終了後初の放送は6月27日の『金曜プレステージ』枠）。但し、2009年8月11日放送分は『カスペ!』枠で『芸能人の告白』として放送。さらに、年末は12月20日の19・20時台でやはり『芸能人の告白』として放送している。
2008年3月7日放送分を以って半年続いた『独占!金曜日の告白』レギュラー放送を終了し、その後『売れなきゃよかった…金曜日の告白SP!大ヒットに狂わされた壮絶人生』として単発特番となった。2009年8月11日より『カスペ!』枠における特番放送時以降は『芸能界の告白』（正式名称は『芸能界の告白 大ヒットに隠された壮絶人生SP』。）と改題している。番組名の変更は単純に放送曜日が金曜日以外になったためだと思われる。

## 出演者

### 司会
- みのもんた

### パネラー
- 研ナオコ
- 美川憲一
- ウエンツ瑛士
- 高畑淳子
- 鈴木紗理奈

### アシスタント
- 大島由香里（当時フジテレビアナウンサー）※途中降板
- 本田朋子（当時フジテレビアナウンサー）2007年11月2日放送分

### ナレーター
- 平井誠一
- 山口奈々
- 中島沙樹
- 田代尚子（当時フジテレビアナウンサー）

## ゲスト
- 第1回放送：神田うの「神田うの披露宴完全密着!号泣!両親への手紙も大黒摩季の歌も破局の危機も全部見せます!」
- 第2回放送：黒木瞳「黒木瞳知られざる素顔！　超田舎娘からトップ女優へ赤面お宝映像独占入手絶品手料理＆恋愛秘話」
- 第3回放送：綾小路きみまろ
- 第4回放送：天童よしみ「今夜　天童よしみが全て告白!私の男運」
- 第5回放送：研ナオコ「研ナオコ歌手として…母として…　その葛藤を全告白!」
- 第6回放送：家田荘子、米良美一　「女子受刑者たちの告白～悔恨と懺悔の日々～」
- 第7回放送：「売れなきゃよかった…金曜日の告白SP」放送された内容は、売れなきゃよかった…金曜日の告白SP!大ヒットに狂わされた壮絶人生を参照。
- 第8回放送：大場久美子「大場久美子が衝撃の初告白!」
- 第9回放送：萩原流行夫妻、湯原昌幸、荒木由美子「夫婦の壮絶告白！ 絆で乗り越えた地獄の日々」
- 第10回放送：カルーセル麻紀「カルーセル麻紀が大告白!「私、若返ります!」
- 第11回放送：中村玉緒「中村玉緒号泣！勝新太郎の素顔 大告白!
- 第12回放送：未唯「未唯mieが衝撃告白！ピンク・レディーの影」
- 第13回放送：保阪尚希「保阪尚希 家族愛を求め続けた壮絶人生!」
- 第14回放送：宮崎ますみ、洞口依子「壮絶！ガンと闘う女優たちの告白！
- 最終回放送：「最終回2時間スペシャル」放送された内容は、売れなきゃよかった…金曜日の告白SP!大ヒットに狂わされた壮絶人生を参照。

## 売れなきゃよかった…金曜日の告白SP!大ヒットに狂わされた壮絶人生
視聴率が低迷していた中で高視聴率を叩き出したスペシャル企画。内容はこの番組らしく、各歌手のヒットの裏で起こった悲劇、大ヒット曲の誕生秘話などを再現ドラマで告白してもらい、その後スタジオに登場して熱唱するというもの。普通の歌謡曲番組と異なる点として、ただヒット曲を歌わせるだけや、その当時の懐かしい映像を見せたりせずに、歌手一人ひとりの秘話を見せた後にスタジオで必ず歌っているところが特徴。
タイトルに「Dゲキ」からのスタッフらしい「売れなきゃよかった･･･」という強烈なタイトルが付いているものの、歌手によってはヒットによって起こった笑い話など、実に様々なVTRが流れてバラエティに富んでいる。またいくつかの歌手は「Dゲキ」時代の再編集のみで構成させているものある（辺見マリなど）。
特番期に放送すれば毎回、高視聴率を出したが番組そのものが終了。しかし、好評企画だったということもあり、6月27日の『金曜プレステージ』枠を使って3時間の拡大版で復活することになった。第4弾からは「売れなきゃよかった…」がタイトルから外れた(理由は不明）。
「芸能界の告白」改題後は「Dのゲキジョー 〜運命のジャッジ〜」（前々番組）および「独占!金曜日の告白」（前番組）の企画である、ゲストの人生体験紹介を更に推し進めて、ゲストから「有名人の告白」を引き出し、知られざる有名人達の「真の人間性、暖かさ、脆さ」を視聴者に届ける事が番組の趣旨である。以前、スタジオにゲストを招いてトークを展開していたが、現在はスタジオには呼ばずVTRのみ出演となっている。そのためみのもんたはストーリーテラー的な役割で出演している。
2009年12月20日放送の単発特番第5弾（「独占!金曜日の告白」の単発特番放送からの通算。以下略。）は、当時まったくメディアに露出してなかった小室哲哉が出演。「5億円詐欺事件」について初めて語った。そのためこの回は「特別編」と銘打たれていた。
2010年8月10日放送分からはレターボックス放送（それまではサイドカット放送）。2011年5月3日に単発特番第8弾が放送されたのを最後に、以降放送されていない。

### レギュラー放送第7回（2007年12月14日）
- 視聴率15.8%

#### 出演歌手
- あいざき進也『気になる17才』
- 敏いとうとハッピー&ブルー『星降る街角』
- 渚ゆう子『京都の恋』
- 平山みき『真夏の出来事』
- ピンキーとキラーズ（今陽子）『恋の季節』
- 日野美歌『氷雨』
- ヒロシ&キーボー『3年目の浮気』
- 石川ひとみ『まちぶせ』
- 殿さまキングス『なみだの操』

### レギュラー放送最終回（2008年3月7日）
- 視聴率14.2%

#### 出演歌手
- 渡辺真知子『かもめが翔んだ日』
- 黛ジュン『天使の誘惑』
- さくらと一郎『昭和枯れすゝき』
- ロス・インディオス&シルヴィア『別れても好きな人』
- フィンガー5『恋のダイヤル6700』
- 奥村チヨ『終着駅』
- 笠浩二（C-C-B）『Romanticが止まらない』
- 辺見マリ『経験』
- 麻倉未稀『ヒーロー』

※ラストの部分で2月1日放送されたカルーセル麻紀の再生医療の結果が放送された。

### 単発特番第1弾（2008年6月27日）
- 視聴率12.3%

#### 出演歌手
- 城みちる『イルカにのった少年』
- 小坂明子『あなた』
- 三田明『美しい十代』
- 金井克子『他人の関係』
- 青い三角定規（西口久美子、岩久茂）『太陽がくれた季節』
- 新沼謙治『嫁に来ないか』
- イルカ『なごり雪』
- 中村晃子『虹色の湖』
- イモ欽トリオ『ハイスクールララバイ』
- 岩崎良美『タッチ』
- さとう宗幸『青葉城恋唄』
- 安西マリア『涙の太陽』
- 葛城ユキ『ボヘミアン』

### 単発特番第2弾（2008年9月26日）
- 田中星児『ビューティフル・サンデー』
- 新田恵利『冬のオペラグラス』
- 錦野旦『空に太陽があるかぎり』
- 小柳ルミ子『瀬戸の花嫁』
- 斉藤こず恵『山口さん家のツトム君』

### 単発特番第4弾（2009年8月11日）
この回以降、金曜日以外での放送となり『独占!金曜日の告白』ではなく、『芸能界の告白』として放送された。
- 西城秀樹
- アグネス・チャン
- 南こうせつ
- 森昌子
- 加藤登紀子
- 平松愛理

### 単発特番第5弾・特別編（2009年12月20日）
- 小室哲哉
- 萩原健一

### 単発特番第6弾（2010年5月4日）
- 高田みづえ
- アン・ルイス
- IKKO
- コロッケ
- 加護亜依

### 単発特番第7弾（2010年8月10日）
- 早乙女太一
- 国生さゆり
- 新田恵利
- 森昌子
- パク・ヨンハ（VTRのみ）
- 仁支川峰子

### 単発特番第8弾（2011年5月3日）
- ピンク・レディー
  - 増田恵子
  - 未唯
- 桂銀淑
- いしだ壱成
- 大島渚・小山明子夫妻
- はるな愛

## スタッフ
- 構成 : 豊村剛、海老克哉、堀田延/工藤ひろこ、加藤正人
- リサーチ : OFFICE HIT
- TP （テクニカルプロデューサー） : 高瀬義美
- SW （スイッチャー） : 河西純
- カメラマン : 宮崎健司
- VE （ビデオエンジニア） : 斎藤雄一
- 音声 : 本間祥吾
- 照明 : 植松晃一、谷口明美
- マルチモニター : 鈴木豊
- 音響効果 : 田中寿一・石崎野乃（J-WORKS）
- VTR編集 : 菅野邦大
- ロケ編集 : ザ・チューブ、オムニバス・ジャパン、麻布プラザ（週変わりは異なる）
- MA :
- 美術 : 古江学
- セットデザイン : 棈木陽次
- 美術進行 : 石川利久
- 大道具 : 丸野彰久
- 装飾 : 井藤厚
- アクリル装飾 : 大竹由里子
- 電飾 : 岸和幸
- 生花オブジェ装飾 : 荒川直史
- 特殊装置 : 金丸佳樹
- メイク : 根本芳子
- みのもんたスタイリスト : 御法川靖子
- 編成 : 熊谷剛
- 広報 : 遠藤恵
- TK （タイムキーパー） : 山岸弘子
- AP （アシスタントプロデューサー） : 佐藤実（ハウフルス）、菊岡郁枝（ザ・ワークス）
- ディレクター : 武田幹治（ザ・ワークス）、本田啓一、椿原宏史（ハウフルス）、武富博志（Jアソシエイツ）、伊藤嘉彦（アズバーズ）
- 制作プロデューサー : 高橋純一、河本和美（Jアソシエイツ）、長岡美樹（ザ・ワークス）、増田俊二郎（ハウフルス）
- プロデューサー : 挾間英行（後にチーフプロデューサー・演出）、朝倉千代子（アルファグリッド）、内海雅
- チーフプロデューサー・演出 : 和田実
- 監修 : 宮道治朗
- 制作 : 吉田正樹
- 技術協力 : ニユーテレス、FLT、サンフォニックス、IMAGICA
- ロケ技術協力 : 八峯テレビ、ヌーベルフォース、ティ・ピー・ブレーン、ジェイ・クルー
- ロケ美術協力 : フジアール
- 制作協力 : Jアソシエイツ、ハウフルス、THE WORKS（週変わりは異なる）
- 製作 : フジテレビバラエティ制作センター
- 製作著作 : フジテレビ

## ネット局と放送時間
19時台のゴールデンタイムにも関わらず、フジテレビの月曜日、火曜日同様、ローカルセールス枠のため、「Dゲキ」同様自社制作や他番組の遅れネットを放送している地域がある。
レギュラー放送を遅れネットの局
- 岡山放送：自社制作の『ニョッキン7』を放送しているため、毎週土曜日16:00〜17:00に遅れ放送（約92日遅れ）。2008年1月から放送（2007年12月までは『Dゲキ』を放送）。2時間スペシャルは初回放送についてはフルネット、最終回放送については19:57から1時間の短縮版を放送。遅れ放送も4月12日で打ち切られ、後枠は関西テレビ製作の『快傑えみちゃんねる』が移動するため『検定ジャポン』は放送されない。
- テレビ大分（日本テレビ系列とのクロスネット局）：『SMAP×SMAP』の遅れ放送をしているため、毎週月曜日14:05〜15:00に不定期で放送。2時間スペシャルは同時ネット。
- これ以外に、アメリカでフジテレビが行っているケーブルテレビ日本語放送を通じ、ロサンゼルス（現地時間土曜）とホノルル（同月曜）でも放送されていた。

レギュラー未放送の局
- 東海テレビ：自社制作の『西川きよしのご縁です!』を放送しているため、当番組を放送していない。また『Dゲキ』の頃は日曜日の午後に遅れネットしていたが、終了後その枠は『クイズ!ヘキサゴンII』の再放送に割り当てられた為、この番組の遅れネットは未だ行われていない。一方2時間スペシャルは19:57から1時間の短縮版を放送。
- 関西テレビ：自社制作の『さんまのまんま』と『ムハハnoたかじん』を放送しているため、当番組を放送していないがKBS京都にてネットしている。2時間スペシャルは19:57から1時間の短縮版を放送。
- テレビ宮崎（日本テレビ系列・テレビ朝日系列とのクロスネット局）：日本テレビ系列の『ぐるぐるナインティナイン』を放送しているため未放送。2時間スペシャルも編成上20時台も日本テレビの『太田光の私が総理大臣になったら…秘書田中。』を同時ネットしているため未放送。

系列外でのネット局
- 青森放送（日本テレビ系列）：2008年1月18日から金曜日9:55〜10:55に放送。4ヶ月遅れ。2時間スペシャルについては不明。
- KBS京都（独立UHF局）2008年3月4日〜6月17日に火曜日19:00〜19:58に放送。関西地区で唯一のネット局である。

※ちなみに上記以外の地域では原則同時ネットだが不定期で自社制作の特別番組を編成するため後日振り替え放送を実施している。たとえば岩手めんこいテレビでは金曜に平泉のシリーズを放送した際に、土曜夕方に放送日時を振り替えたことがある。